# Пелтокоски, Тармо
Тармо Пелтокоски (фин. Tarmo Peltokoski; род. 2000, Вааса) — финский дирижёр и пианист.
С 14-летнего возраста учился дирижированию у Йормы Панулы, с 2018 г. продолжает образование в Академии имени Сибелиуса, где среди его наставников были Сакари Орамо, Ханну Линту и Юкка-Пекка Сарасте. Одновременно Пелтокоски учится в классе фортепиано у Антти Хотти, выступает как солист и участвует в конкурсах, став, в частности, победителем конкурса пианистов имени Лееви Мадетойи.
Уже в 19-летнем возрасте Пелтокоски выступал как дирижёр не только с различными финскими коллективами, но и на международной сцене — в частности, с Манильским симфоническим оркестром (исполнив скрипичный концерт Сибелиуса вместе с 15-летней солисткой Жанной Рафаэллой Маркес), Софийским филармоническим оркестром, Симфоническим оркестром Южной Ютландии, Филармоническим оркестром имени Яначека.
Международный прорыв в карьере молодого дирижёра произошёл весной 2022 года и начался с выступления с Немецким камерным филармоническим оркестром Бремена, после которого коллектив объявил Пелтокоски первым в 42-летней истории оркестра главным приглашённым дирижёром. Также в апреле 2022 года Роттердамский филармонический оркестр объявил о том, что Пелтокоски заменит на двух майских концертах Валерия Гергиева, попавшего под европейские санкции в связи с вооружённым вторжением России на Украину. В мае было объявлено о том, что с сентября 2022 года Пелтокоски возглавит Латвийский национальный симфонический оркестр, с которым он впервые выступил в январе.